# Головково (Ржевский район)
Головково — упразднённая деревня в Ржевском районе Тверской области России. Находилась на территории современного сельского поселения «Чертолино».

## География
Расположена деревня на юге области, в зоне смешанных лесов, у реки Добрыня.

## История
До революции входила в Ржевский уезд Тверской губернии.
Во время Великой Отечественной войны находилась в оккупированной зоне.
Входила в Афанасовский сельсовет

## Население
По сведениям 1859 года, изданных в 1862-м, число дворов	7, жителей мужского пола — 23, женского пола — 25.

## Транспорт
Просёлочные дороги.